# Kurt Caesar
Kurt Caesar, pseudonimo di Kurt Kaiser (si firmava di solito ć. ćaesar), noto in Italia anche con i soprannomi di Cesare Avai o Caesar Away (Montigny-lès-Metz, 30 marzo 1908 – Bracciano, 12 luglio 1974), è stato un giornalista, fumettista e illustratore tedesco naturalizzato italiano, molto noto in Italia tra gli anni trenta e la fine degli anni cinquanta.

## Biografia
Il padre avrebbe preferito una carriera di chirurgo, ma conseguita a Berlino la maturità classica (alla nascita la Lorena apparteneva alla Germania ed era quindi cittadino tedesco), frequentò diversi corsi al Politecnico di Lipsia, preferendo infine il disegno all'Accademia di Belle Arti di Berlino, dedicandosi inoltre a numerose discipline sportive, arrivando persino ad essere un pugile professionista e conquistando il titolo tedesco nella categoria.
Nel 1925 lavorò come redattore tecnico presso la rivista Die Kultur, la cui proprietaria, Elfriede Ensle, diventò in seguito sua moglie. Nel 1929 divenne corrispondente di un periodico di Zurigo, collaborando inoltre a diverse riviste tedesche, e per svolgere l'attività di giornalista viaggiò in continuazione per l'Europa. Andò fino in Tibet, favorito dalla conoscenza di sette lingue. Dopo il matrimonio si stabilì in Italia, dove iniziò a realizzare fumetti di grande successo: la sua prima illustrazione fu pubblicata sul settimanale italiano La Risata e altre della serie avventurosa intitolata Marco e Furio apparvero su I tre porcellini. Il primo personaggio che creò fu Will Sparrow, pirata del cielo, il primo "eroe negativo" o "cattivo" nella storia del fumetto italiano.
Su Il Vittorioso, creò nel 1938 un altro personaggio che ebbe un enorme successo, Romano il Legionario: inizialmente eroe della guerra civile spagnola, poi combattente nella seconda guerra mondiale in tutte le armi, da sommergibilista ad aviatore.
Durante la guerra, Caesar si trovò in Marocco, in Libia e in Spagna, e nel 1941 fu di nuovo in Africa accanto a Rommel, al quale fece da interprete. Verso la fine della guerra rientrò stabilmente in Italia. Nel 1944 abitò a Venegono Superiore in provincia di Varese, ove appoggiò la causa antifascista e si avvicinò al movimento partigiano tanto da essere protagonista della liberazione dei partigiani Angelo Chiesa e Alessio Leggi. La sua villa fu sede di frequenti visite dei dirigenti della Resistenza. La liberazione lo vide nella sua casa di Venegono Superiore, ma poco dopo fu arrestato dagli inglesi, malgrado le attestazioni a suo favore delle forze partigiane e dei partiti antifascisti. Nel 1948 l'apposita commissione ministeriale lo riconobbe "partigiano combattente".
Gli anni 1945-1946 furono difficili per Curt Caesar. Non aveva più lo stipendio da ufficiale e il mercato editoriale era assente. Per alcuni mesi fu aiutato dalla Federazione del Pci di Varese. Finalmente la situazione si normalizzò e fu tra i promotori della costruzione della Casa del Popolo di Venegono Superiore di cui dispose il progetto. Agli inizi del 1950 si trasferì a Velletri.
Nel secondo dopoguerra continuò a realizzare illustrazioni per Il Vittorioso finché nel 1952 fu chiamato alla Arnoldo Mondadori Editore e incaricato da Giorgio Monicelli di realizzare le copertine della collana di fantascienza Urania, distinguendosi per il riconoscibilissimo senso cromatico e la precisione con la quale realizzava ogni mezzo meccanico, dall'automobile all'astronave; le sue tavole non erano all'avanguardia come quelle del successore Karel Thole, ma seguivano  tematiche e gusti del pubblico medio di metà anni '50.
Dal 12.05.1964 al 14.10.1970 è stato residente in Tuscania, in provincia di Viterbo, continuando la sua opera di disegnatore.
Per la Mondadori fino al 1958 realizzò circa 170 copertine a colori, finché la morte della moglie, dopo lunga malattia, lo portò alla rovina economica. A Urania fu sostituito da Carlo Jacono, illustratore dei Gialli e di Segretissimo, e col figlio decise di stabilirsi definitivamente a Bracciano.
Continuò a lavorare ancora, disegnando le copertine di altri due periodici di fantascienza, Oltre il cielo e Cronache del Futuro. Nel 1968 fu chiamato da un editore di Monaco di Baviera a realizzare le copertine della versione a fumetti di Perry Rhodan, molto amato in Germania.
Caesar morì d'infarto a Bracciano, il 12 luglio 1974, a 66 anni.